# Blatce
Blatce település Csehországban, Česká Lípa-i járásban. Blatce Ždírec, Doksy, Mšeno, Dubá, Luka, Dobřeň és Nosálov településekkel határos. Lakosainak száma 116 fő (2024. január 1.).

## Népesség
A település lakosságának változását az alábbi diagram mutatja:
| Lakosok száma | 1090 | 912  | 741  | 286  | 94   | 57   | 110  | 111  | 108  | 116  |
|               | 1869 | 1890 | 1921 | 1950 | 1980 | 2001 | 2017 | 2019 | 2022 | 2024 |